# Senaat (Equatoriaal-Guinea)
De Senaat (Spaans: Senado, Frans: Sénat) is het hogerhuis van het parlement van Equatoriaal-Guinea en bestaat uit 70 leden. Vijfenvijftig van hen worden gekozen, de overige vijftien worden door de president benoemd. De Senaat wordt voor vijf jaar gekozen.
Tot 2013 kende Equatoriaal-Guinea een eenkamerparlement met de Kamer van Afgevaardigden als enige Kamer. Bij referendum in 2011 sprak een meerderheid van de bevolking zich uit voor constitutionele hervormingen, waaronder de instelling van een Senaat. Bij de eerste verkiezingen voor de Senaat wist de regerende Partido Democrático de Guinea Ecuatorial (PDGE) 69 zetels in de wacht te slepen, terwijl oppositiepartij Convergencia para la Democracia Social (CPDS) slechts een zetels wist te winnen.
Bij de verkiezingen van 2017 kwamen alle zetels toe aan de regerende PDGE. 
Mevr. Teresa Efua Asangono (PDGE) die in 2013 werd gekozen tot voorzitter van de Senaat, werd in januari 2018 herkozen.